# حق الهيج (أرحب)

تعديل مصدري - تعديل

حق الهيج هي إحدى قرى عزلة بني على بمديرية أرحب التابعة لمحافظة صنعاء، بلغ تعداد سكانها 399 نسمة حسب تعداد اليمن لعام 2004.